# Movimento Popolare contro l'UE
Il Movimento Popolare contro l'UE (in danese Folkebevægelsen mod EU) è un partito politico danese, nato nel 1972 come piattaforma per promuovere il "No" al referendum sull'adesione della Danimarca alla Comunità europea.
A partire da quelle del 1979, il partito si presenta solo alle elezioni europee, mentre non partecipa a quelle parlamentari.
Ha scelto per le elezioni la lettera N (come "no" all'Unione europea). È rappresentato al Parlamento europeo da un eurodeputato che di solito si iscrive al gruppo Sinistra Unitaria Europea/Sinistra Verde Nordica.

## Risultati elettorali
| Data | #       | %    | +/- | Seggi  | +/-     |
| ---- | ------- | ---- | --- | ------ | ------- |
| 1979 | 365 760 | 20,9 | -   | 4 / 16 | -       |
| 1984 | 413 808 | 20,6 | 0,3 | 4 / 16 | Stabile |
| 1989 | 338 953 | 18,9 | 1,7 | 4 / 16 | Stabile |
| 1994 | 214 735 | 10,3 | 8,6 | 2 / 16 | 2       |
| 1999 | 143 709 | 7,3  | 3   | 1 / 16 | 1       |
| 2004 | 97 986  | 5,2  | 2,1 | 1 / 14 | Stabile |
| 2009 | 168 555 | 7,2  | 2   | 1 / 13 | Stabile |
| 2014 | 183 724 | 8,1  | 0,9 | 1 / 13 | Stabile |
| 2019 | 102 101 | 3,7  | 4,4 | 0 / 13 | 1       |